# Marcipa douala
Marcipa douala là một loài bướm đêm trong họ Erebidae.